# Alain Bouvier
Pour les articles homonymes, voir Bouvier.
Alain Bouvier, né le 29 mars 1943 à Lyon, est un mathématicien français, auteur de nombreux livres de management du système éducatif et de mathématiques.

## Biographie
Docteur d'État en mathématiques pures (thèse soutenue le 24 mars 1982 à l'université Claude-Bernard, Lyon 1), Alain Bouvier est d'abord professeur de mathématiques et séjourne dans plusieurs universités étrangères (nord-américaines notamment) :  université Queen's à Kingston, université du Tennessee, université de Rome, université d’Abidjan, université Sidi Mohamed Ben Abdellah de Fès. avant d'exercer en France la responsabilité d'organismes publics divers (IREM de Lyon, MAFPEN de Lyon, IUFM de Lyon, recteur de l'académie de Clermont-Ferrand de 2000 à 2004), puis de devenir professeur en sciences de gestion (management public non marchand) à l’Institut d'administration des entreprises (IAE) de l'université de Poitiers jusqu'en 2010, université dont il est aujourd'hui professeur émérite. Il assure actuellement des conférences sur le management public non marchand et sur le système éducatif.
En 2006, il devient professeur associé à l'université de Sherbrooke, nomination renouvelée plusieurs fois depuis. 
Il est membre du Haut conseil de l'éducation de 2005 à 2011 et, de 2005 à 2010, chargé de mission à mi-temps à l'ESEN de Poitiers, puis membre du Comité parlementaire de suivi de la loi de refondation de l'École de la République de 2014 à 2017. 
Il fut président de la régionale de Lyon de l'Association des professeurs de mathématiques de l'enseignement public (APMEP), président de la conférence des chefs MAFPEN, président de la conférence des directeurs d'IUFM (deux mandats), président de l'Association française des acteurs de l'éducation (AFAE ; deux mandats et président d'honneur depuis), président de l'Association pour le développement des méthodologies d’évaluation en éducation en Europe (ADMEE-Europe) et président du conseil de l'École supérieure du professorat et de l'éducation (ÉSPÉ) de Créteil de 2013 à 2016. 
Alain Bouvier fut rédacteur en chef de la Revue internationale d'éducation de Sèvres (RIES) de 2007 à 2021. Depuis 2021 il est membre de son conseil scientifique.
Il a assuré plus de cent-cinquante missions à l'étranger sur les cinq continents.
Il est co-directeur de la collection « Profession cadre Service public » qu'il a créée en 2008, collabore avec l'IADT de Clermont-Ferrand et est membre du comité scientifique de l'ADMEE-Europe.
Aujourd'hui, ses travaux portent sur la gouvernance et le management public non marchand, plus particulièrement des systèmes éducatifs, le management cognitif, les mécanismes de régulation et les organisations apprenantes, ainsi que sur le management pédagogique de proximité et les questions territoriales : villes intelligentes et territoires apprenants.
Depuis 2013, il est partie prenante de  projets en collaborations avec l'université de Sherbrooke, dont l'un pour la production d'une base de connaissances sur le pilotage des établissements scolaires, destiné aux chefs d'établissement des pays francophones, librement accessible depuis janvier 2019.

## Publications

### Ouvrages
- Pensées sur l'éducations. (2024) Editions Le Panthéon, Paris
- L'école de mes rêves. Nouveaux propos d'un mocking bird, Essai, (2022) collection Aurora, Paris L'Harmattan
- Sur l'école à la française. Propos d'un mocking bird, (2021), collection Aurora, Paris, L'Harmattan
- Propos iconoclastes sur le système éducatif français, (2019), collection Au fil du débat, Paris, Berger-Levrault
- Pour le management pédagogique : un socle indispensable  Connaître - Éclairer - Évaluer - Agir, (2017), collection Les indispensables, Paris, Berger-Levrault
- (Vers des établissements scolaires apprenants. Perspectives pour la conduite du changement, (2014), (avec F. Bégyn, F. Brugière, A. El Bahri et Ph. Tournier) ), Série Livres bleus, Poitiers, Canopé éditions.
- Le management cognitif d'un établissement scolaire (2011), Série livres bleus, CRDP de Poitiers
- Diriger l'EPLE : du pilotage à la gouvernance, (2010), (avec F. Bégyn et C. Arsène), Repères et perspectives, Paris, Weka
- Du projet au contrat d'objectifs (2009), (avec F. Bégyn), Série livres bleus, CRDP de Poitiers
- La gouvernance des systèmes éducatifs (2007), Collection Politique d'aujourd'hui, Paris, PUF (deuxième édition en 2012)
- Management et sciences cognitives (2004), « Que-sais-je ? » N° 3711, Paris, P.U.F. (Quatrième édition en 2009), traduit en grec
- L’établissement scolaire apprenant (2001), Hachette Éducation, Paris, .
- Les conseillers principaux d’éducation, au centre de la vie scolaire (1999), CRDP de Lyon,
- La formation des enseignants sur le terrain (1998), (avec Jean-Pierre Obin), Hachette Éducation,
- Éclairages métaphoriques sur l’établissement scolaire à l’usage des conseillers principaux d’éducation, (1996), CRDP de Lyon,
- Management et projet des établissements scolaires. (1994), Hachette Éducation,
- Didactique des mathématiques, le Dire et le Faire, (1986), CEDIC-NATHAN,
- La mystification mathématique, Hermann, 1981 (deuxième tirage en 1991)
- (avec M. George et F. Le Lionnais), Dictionnaire des mathématiques (1979), P.U.F. (Neuvième édition en 2013), traduit en plusieurs langues
- (avec D. Richard) Groupes - Observation, théorie, pratique, (1974). Hermann(3e édition en 1991)
- Théorie élémentaire des séries, Hermann, 1971
- La Théorie des ensembles, Que Sais-je ? (1969) n° 1363, P.U.F. (3e édition 1982), traduit en japonais, en allemand, en portugais...

### Ouvrages collectifs
- In Laeticia Progin, Richard Etienne et Guy Pelletier, Diriger un établissement scolaire. Tensions, ressource et développement (2019), Louvain-la-Neuve, Deboeck.
- in Société des membres de la Légion d'honneur, L'heure des vérités, (2016), Paris, Mareuil éditions.
- in Olivier Maulini et Laeticia Progin : Des établissements scolaires autonomes ? Entre inventivité des acteurs et éclatement du système, ( 2016), Paris, ESF
- in Anastassios Kodakos et Fragiskos Kalavasis : Topics in educational design N°7 Shadow educational system : border management models of the school with the structures of the educational market, (2015)  Diadrassi
- in Anastassios Kodakos et Fragiskos Kalavasis : Topics in educational design N°6 Social networking and schools : bridges and meaning, (2013), Diadrassi
- in Anastassios Kodakos et Fragiskos Kalavasis : Topics in educational design N°5 Crisis management and gouvernance of educational units (2013), Diadrassi
- in Guy Pelletier : La gouvernance en éducation. Régulation et encadrement dans les politiques éducatives, (2009) Perspectives en éducation et formation, De Boeck
- in Michèle Garant et Caroline Letor, "Encadrement et leadership. Nouvelles pratiques en éducation et formation, Louvain-la-Neuve, De Boeck supérieur
- (dir) Que savent les élèves ?, Revue internationale d’éducation, (2006), Sèvres, n°43
- in Marc Fort et Michel Reverchon-Billot, Diriger, animer, piloter un établissement scolaire. Un état du débat. Scéren CRDP de Bourgogne et ESEN de Poitiers. 2006
- in Lucine Criblez et Rita Hofstetter, La formation des enseignant(e)s primaires. Histoire des réformes actuelles. Éditions Peter Lang, Berne.2000
- in Guy Pelletier. L’évaluation institutionnelle de l’éducation : défi, ouverture et impasse. Éditions de l’AFIDES, Montréal, 1998
- in Guy Pelletier & Richard Charron. Diriger en période de transformation. Éditions de l’AFIDES, Montréal, 1998
- in Pierre Legrand. Les maths en collège et en lycée. Hachette éducation, Paris. 1997.
- in Françoise Cros et Georges Adamczewski : L'innovation en éducation et en formation, (1996) De Boeck université

## Récompenses et distinctions
- Officier de la Légion d'honneur[Quand ?] Officier de la Légion d'Honneur en 2007
- Officier de l'ordre national du Mérite
- Commandeur de l'ordre des palmes académiques